# Takahé du Sud
Porphyrio hochstetteri
Espèce
Statut de conservation UICN

 EN  : En danger
Le Takahé du Sud (Porphyrio hochstetteri) est une espèce d'oiseaux endémique de l'Île du Sud de la Nouvelle-Zélande. Cette espèce a longtemps été regroupée avec celle de l'Île du Nord, qui elle est éteinte, Porphyrio mantelli, sous le nom de talève takahē, talève takahé du Sud, takahé de l'Île Sud ou simplement takahē.

## Description
Cet oiseau est incapable de voler. Il peut mesurer jusqu'à 50 cm et peser jusqu'à 3 kg, et possède un bec massif, des ailes réduites et des pattes puissantes. Son bec est particulièrement bien adapté pour arracher la base de la tige des pousses d'herbes dont il se nourrit. L'apparence du mâle et de la femelle est identique, seuls les poussins sont de couleur brune.

## Étymologie
Cet oiseau a d'abord été nommé Notornis — d'après les mots grecs anciens νότος nótos (« sud ») et ὄρνις órnis (« oiseau »).
Son nom spécifique scientifique commémore le géologue autrichien Ferdinand von Hochstetter.

## Redécouverte
Avant une expédition menée par Geoffrey Orbell en 1948, le takahē du Sud était considéré comme une espèce éteinte par la communauté scientifique internationale. La découverte de spécimens dans le Fiordland, une zone difficile d'accès au Sud-Ouest de la Nouvelle-Zélande, a engendré la création d'un parc naturel de 500 km2 sur le lieu de la découverte.
En 1981, la population était de 120 individus. En 2006, elle était de 313 et en 2019 de 418.
Le "Takahē Recovery Programme", dirigé par le ministère de la Conservation néo-zélandais, tente de protéger, réintroduire et faire grandir la population de Takahē en Nouvelle-Zélande. La priorité du programme est d'établir 125 paires d'oiseaux dans différents sites protégés des prédateurs.

## Régime alimentaire

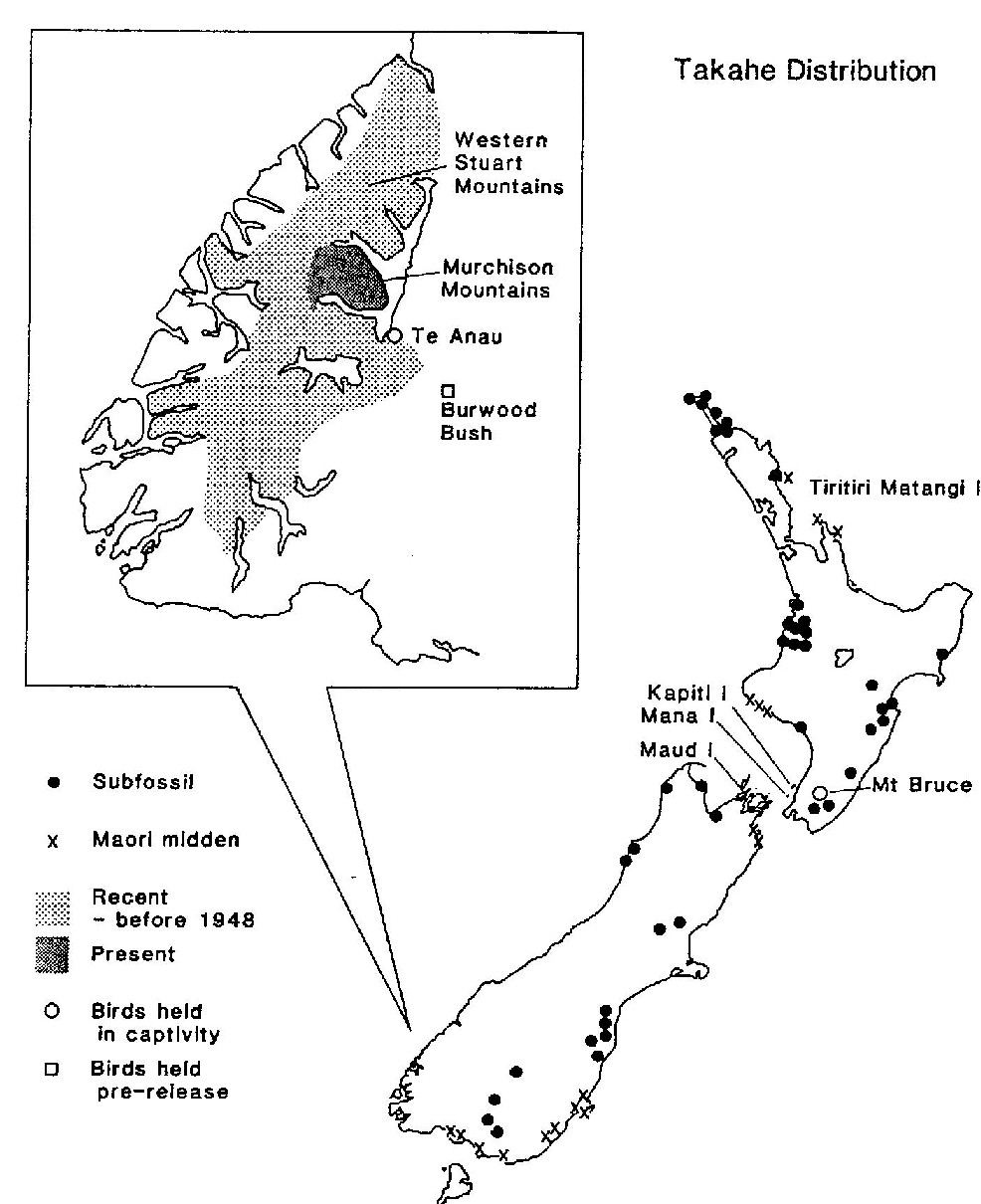
Répartition des takahēs du Sud en 1984 en Nouvelle-Zélande

C'est un oiseau herbivore se nourrissant de diverses plantes que l'on rencontre dans les zones de prairies alpines.
Il mange un grand choix de plantes et son régime est semblable à celui du pükeko (poule sultane), le parent le plus proche du takahé du Sud. On peut souvent voir que le takahé du Sud pince une tige d'herbe neigeuse en la prenant dans une griffe et mange seulement les parties douces inférieures[pas clair] qui sont son alimentation préférée, le reste étant délaissé.

## Comportement
Cet oiseau est territorial. La femelle pond généralement deux œufs dans un nid qu'elle confectionne sous un tronc ou dans les herbes.
C'est une espèce bruyante au cri fort.
Le taux de survie des poussins est d'environ 75 %.

## Reproduction
La saison de reproduction du Takahé du Sud s'étend de début octobre jusqu'à fin décembre. Les couples de Takahés témoignent d'une fidélité inébranlable et défendent farouchement leur nid en pourchassant tout intrus. La parade nuptiale consiste en des frottements de bec et des lissages de plumes.

## Menaces
La quasi-extinction du takahē du Sud est due à une chasse massive par les Māori (avant l'arrivée des colons européens du fait de la facilité à le capturer), à la réduction de son habitat et à l'introduction de prédateurs tels que les rats, furets, hermines et les chats. Afin de le préserver, il a été introduit dans des îles néo-zélandaises où il n'y a pas de prédateurs, telles que Tiritiri Matangi, Kapiti, Maud, Mana et Rotoroa (en). Il y existe également des projets de sauvegarde de l'espèce en captivité à Te Anau et au Mt Bruce Wildlife Centre, près de Masterton.
En août 2015, au cours d'une opération d'abattage de pukekos, une sous-espèce de poules sultanes jugées trop nombreuses, quatre spécimens ont été accidentellement tués sur l'île Motutapu au large d'Auckland.